# Ochil and South Perthshire (circonscription du Parlement britannique)
Circonscription parlementaire de la Chambre des communes
Ochil and South Perthshire est une circonscription électorale britannique située en Écosse.

## Liste des députés
| Élection | Élection | MP                   | Parti              |
| -------- | -------- | -------------------- | ------------------ |
|          | 2005     | Gordon Banks         | Parti travailliste |
|          | 2015     | Tasmina Ahmed-Sheikh | SNP                |
|          | 2017     | Luke Graham          | Parti conservateur |
|          | 2019     | John Nicolson        | SNP                |